# Hauptschulabschluss
Hauptschulabschluss (Conclusão da Escola Elementar, em português) é a prova de conclusão da Hauptschule, uma das escolas secundárias da Alemanha. 
É considerado hoje como o requisito mínimo para conseguir-se uma colocação no mercado de trabalho alemão.